# Rasol
El Rasol es un plato típico de la cocina rumana elaborado principalmente con carne, patata, y otras hortalizas, cocidas conjuntamente. Es un plato muy  parecido al cocido portugués (Cozido à portuguesa). 

## Características
La carne puede proceder de un ave de corral (por regla general de pollo, pero también de pato, ganso, u otra ave de corral), de vacuno, cerdo u oveja. Se suele emplear un pollo troceado; en el caso de emplear otro tipo de carne, se suele usar las patas (la parte empleada en el cerdo se denomina en la actualidad rasol, en plural rasoale). El plato se acompaña de patatas (peladas), zanahorias, tomates y cebollas que se cuecen junto  con la carne. Se suele servir la sopa por separado, como primer plato, y los sólidos, viandas y hortalizas, como segundo plato. Se acompaña con mujdei, guindillas o rábano picante.